# Adriaan Joseph van Helmont
Adriaan Joseph van Helmont (Brussel, gedoopt 14 augustus 1747 – 28 december 1830) was een violist en zanger uit de Zuidelijke Nederlanden.
Hij was zoon van musicus Charles Joseph van Helmont en Clara Josephina Sophie Blehen, die hem lieten dorpen in de Kathedraal van Sint-Michiel en Sint-Goedele. Hijzelf was getrouwd met Maria Jeanne Verstraeten.
Hij kreeg zijn muziekopleiding in eerste instantie van zijn vader Charles Joseph, musicus aan de Kathedraal van Sint-Michiel en Sint-Goedele. Hij kreeg vioollessen en beperkte harmonieleer. Hij was enige tijd dirigent van het orkest van de Schouwburg van Van Campen dat in 1772 afbrandde. Hij keerde terug naar Brussel en trad in 1777 toe tot de hofkapel in Brussel, tevens werd hij als opvolger van zijn vader zangmeester in genoemde kathedraal. Hij is een van de oprichters van de Ecole de Chant in 1813, dat later zou uitgroeien tot het Koninklijk Conservatorium Brussel. 
Als componist liet hij een aantal kerkwerken (onder andere een Requiemmis) na en de opera L'amant légataire, die rond 1808 enige tijd populair was in Brussel.
Brussel heeft een straatnaam gewijd aan vader en zoon Van Helmont.